# 서해안 프로 농구 리그
서해안 프로 농구 리그(West Coast Pro Basketball League)는 미국의 농구 리그이다. 야구의 마이너 리그와 같은 개념이다. (즉, NBA가 메이저 리그 개념이라는 뜻이다.)

## 현재 팀
- 롱비치 로키츠
- 할리우드 비치 독스
- 산타모니카 점프
- 웨스트 로스앤젤레스 어드밴티지
- 네이션와이드 올스타즈
- 센트럴코스트 서프
- 산타바바라 브레이커스
- 하이데저트 스파르타즈